# Richard Offiong
Richard Offiong est un footballeur anglais né le 17 décembre 1983 à South Shields. Il évolue au poste d'attaquant.
Il a joué un total de 40 matchs en Scottish Premier League (1re division écossaise).

## Carrière
- 2002-2004 :  Newcastle United
  - déc. 2002-jan. 2003 : →  Darlington FC
  - fév. 2003-2003 : →  Motherwell FC
  - mars 2004-avr. 2004 : →  York City
- 2004-déc. 2004 :  Istanbulspor
- 2004-jan. 2005 :  Patro Eisden Maasmechelen
- jan. 2005-2005 :  Chunnam Dragons
- 2005-2006 :  Doncaster Rovers
- 2006-2009 :  Hamilton Academical
- 2009-déc. 2010 :  Carlisle United
  - mars 2010-2010 : →  Ostersunds IK
  - 2010-sep. 2010 : →  Darlington FC
- mars 2011-mai 2011 :  Gateshead FC
- mai 2011-sep. 2011 :  Oakleigh Cannons
- sep. 2011-nov. 2011 :  Blyth Spartans
- depuis 2012 :  Johor FA[1],[2]

## Palmarès
- Champion d'Écosse de D2 en 2008 avec Hamilton Academical